# هيكتور غونزاليس
هيكتور غونزاليس (بالإسبانية: Héctor González Garzón)‏ هو لاعب كرة قدم كولومبي في مركز الهجوم، ولد في 7 يونيو 1937 في Zipaquirá ‏ في كولومبيا، وتوفي في 23 أغسطس 2015 في بوغوتا في كولومبيا. شارك مع منتخب كولومبيا لكرة القدم. أما مع النوادي، فقد لعب مع إنديبنديينتي سانتا في وديبورتيس توليما.

## وصلات خارجية
- هيكتور غونزاليس على موقع الاتحاد الدولي (مؤرشف)  (الإنجليزية)
- هيكتور غونزاليس على موقع قاعدة بيانات كرة القدم.إي يو (الإنجليزية)
- هيكتور غونزاليس على موقع ناشيونال فوتبول تيمز (الإنجليزية)